# Audnedal
Aremark este o comună din provincia Vest-Agder, Norvegia.